# Єдиний і неповторний Боб
«Єдиний і неповторний Боб» — дитяча книга 2020 року, написана Кетрін Епплгейт та проілюстрована Патрицією Кастелао. Це продовження книги «Єдиний і неповторний Іван» 2012 року.

## Короткий зміст
Книга розповідає про Боба, безпритульного пса, який подружився з горилою на ім'я Іван та слонихою на ім'я Рубі. Після того, як його всиновила добра дівчинка на ім'я Джулія, Боб намагається заново навчитися довіряти людям. Після урагану, що зруйнував його місто, Боб тікає з дому, щоб знайти свою давно втрачену сестру, яку колись вважали загиблою.

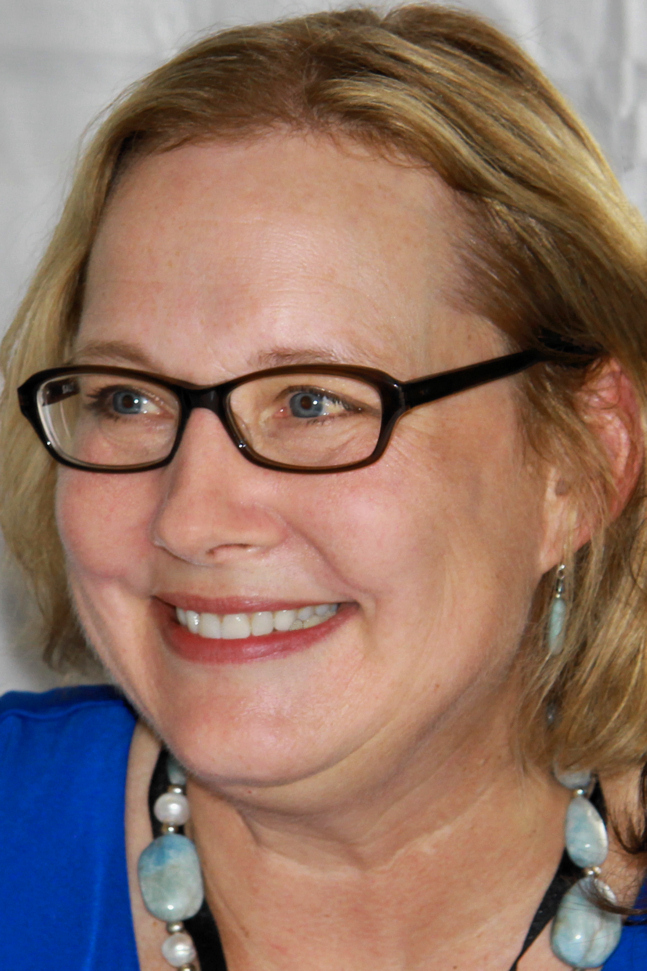
Книгу написала Кетрін Епплгейт

## Рецензія
Джулі Єзернік, яка пише для журналу Шкільна бібліотека, дала книзі зіркову рецензію і написала, що «історія Боба надзвичайно щира і сповнена пригод. Ілюстрації Кастелао додають історії ще більшої краси». Мері Айзенхарт із Common Sense Media дала книзі 5 з 5 зірок, назвавши її «переконливою, зрештою, піднесеною історією, розказаною сердитим, колись скривдженим собакою, який досі не розібрався у всьому цьому». Kirkus Reviews дали книзі зірковий відгук, високо оцінивши «дотепні собачі спостереження та ставлення» головного героя.
Леонард С. Маркус з «Нью-Йорк Таймс» писав, що «впевнене розуміння Епплгейт сутності собаки спритно керує першими розділами, навіть коли баланс внутрішніх переживань Боба рішуче зміщується від собачого до людського, з розмовами про провину, боягузтво, прощення». Однак Маркус розкритикував сцену з ураганом, назвавши її прісною та надмірно довгою.

## Продовження
У 2023 році вийшла книга «Єдиний і неповторний Рубі».